# Stelle principali della costellazione dello Scorpione
Segue un prospetto delle stelle principali della costellazione dello Scorpione, elencate per magnitudine decrescente.